# 14973 Rossirosina
14973 Rossirosina (1997 RZ) là một tiểu hành tinh vành đai chính được phát hiện ngày 1 tháng 9 năm 1997 bởi A. Boattini ở San Marcello Pistoiese.